# Othmar Solnitzky
Othmar Charles Solnitzky (ur. 22 października 1897 w Krajowie, zm. 16 stycznia 1980 w Chevy Chase) – amerykański anatom, profesor anatomii na Georgetown University.

## Życiorys
W 1917 roku na uniwersytecie katolickim Rycerzy Kolumba jako scholar, w 1920 roku otrzymał tytuł doktora filozofii, następnie studiował medycynę na Uniwersytecie George'a Washingtona. Od 1926 do 1935 profesor asystent anatomii na tejże uczelni, od 1935 do 1937 associate professor w szkole medycznej w Georgetown, tam w 1937 roku otrzymał katedrę anatomii. Od 1954 kierował instytutem badań mózgu. Autor wielu prac z dziedziny neuroanatomii i neuroembriologii. Był wieloletnim pracownikiem dydaktycznym w szkole medycznej, przezywanym przez studentów „Solly”. 

## Wybrane prace
- The thalamic nuclei of Sus scrofa[3]. (1937)
- The Hypothalamus and Subthalamus of Sus Scrofa (1939)
- Solnitzky O, Harman PJ. The regio occipitalis of the lorisiform lemuroid Galago demidovii. The Journal of Comparative Neurology, 1946